# Hit Man, un tueur
Pour plus de détails, voir Fiche technique et Distribution.
Hit Man, un tueur est un film américain réalisé par Roy London, sorti en 1991.

## Fiche technique
- Titre original : Diary of a Hitman
- Titre français : Hit Man, un tueur
- Réalisation : Roy London
- Scénario : Kenneth Pressman
- Photographie : Yuri Sokol
- Musique : Michel Colombier
- Pays d'origine : États-Unis
- Genre : policier
- Date de sortie : 1991

## Distribution
- Sherilyn Fenn : Jain
- Forest Whitaker : Dekker
- Sharon Stone : Kiki
- James Belushi : Shandy
- Lois Chiles : Sheila
- John Bedford Lloyd : Dr Jameson
- Seymour Cassel : Koenig
- Lewis Smith : Zidzyck
- Ken Lerner : Optométriste
- Jake Dengel : Cooley